# حثل التأتر العضلي
حثل التأتُّر العضلي هو اضطراب وراثي طويل الأمد يؤثر على وظيفة العضلات، وأحد أنواع الحثول العضلية المتعددة، تتضمن أعراضه الضمور التدريجي للعضلات وضعفها، تكون العضلات بحالة تقلص وغير قادرة على الاسترخاء، تشمل الأعراض الأخرى كلًا من الساد، والإعاقة الذهنية، واضطرابات النظم القلبية، وقد تتضمن أعراضه عند الرجال الصلع المبكر والعقم.
يعتبر حثل التأتُّر العضلي اضطرابا وراثيا جسديا سائدا، ينتقل بشكل نموذجي من الأباء إلى الأبناء. هناك نوعان رئيسيان: النوع الأول ينتج عن طفرة بالوراثة في بروتين كيناز الميلاتونين، والنوع الثاني ينتج عن طفرة بالوراثة في البروتين الرابط للحمض النووي الخلوي، يزداد الاضطراب الوراثي سوءًا مع الانتقال من جيل لآخر، قد يظهر النوع الأول عند الولادة، ويعتبر النمط الثاني أكثر اعتدالًا. يتم تأكيد التشخيص بمرض حثل التأتُّر العضلي عن طريق التحليل الجيني.
لا يوجد علاج شافٍ للمرض، وتشمل العلاجات المستخدمة: الدعامات أو الكراسي المتحركة، وأجهزة ناظم الخطا القلبي، والتهوية غير الغازية بالضغط الإيجابي، تستخدم الأدوية في بعض الحالات كالمكسلتين والكاربامازيبين، ويعالج الألم في حال وجوده بمضادات الاكتئاب ثلاثية الحلقات ومضادات الالتهاب غير الستيرويدية.
يصيب حثل التوتر العضلي أكثر من  1من كل 8000 شخص حول العالم.  يمكن أن يحدث حثل التأتُّر العضلي في أي عمر، لكنه يظهر عادةً في العشرينيات والثلاثينيات، وهو الشكل الأكثر شيوعًا لضمور العضلات الذي يبدأ في مرحلة البلوغ. وصِف حثل التأتر العضلي لأول مرة في عام 1909، وحُدد سبب النوع الأول في عام 1992.

## الأعراض والعلامات
تختلف أعراض وعلامات حثل التأتر العضلي اختلافًا كبيرًا، وذلك تبعًا لنوعه، وشدته، وعلى ظهور الأعراض غير النمطية للنوع الثاني، تشمل أعراض النوع الأول مشاكل في الوظيفة التنفيذية (التنظيم والتركيز وإيجاد الكلمات)، وفرط النوم. تكون اضطرابات النظم أكثر شيوعاً في النوع الثاني، ولكن يُنصح جميع المرضى بإجراء تخطيط قلب كهربائي سنويًا. يتعلق كلا النوعان بحدوث المقاومة على الأنسولين، قد يترافق حثل التأتر العضلي بالساد القشري والساد الأزرق النقطي، أو الساد الخلفي تحت المحفظة.
يعتبر حثل التأتر العضلي من النوع الثاني أكثر اعتدالًا، وعدد أقل من الأشخاص سوف يحتاج إلى الأجهزة المساعدة مقارنًة بالنمط الأول، وتغيب البداية المبكرة للمرض عند الأطفال الأصغر سنًا، بالإضافة إلى غياب الشكل الخلقي الشديد الذي يحدث عند الأطفال المصابين بالنمط الأول.
قد تظهر أعراض حثل التأتر العضلي في أي وقت من الطفولة إلى البلوغ، ويسبب ضعفًا عامًا يبدأ عادةً في عضلات اليدين أو القدمين أو الرقبة أو الوجه، يترقى ببطء ليشمل مجموعات عضلية أخرى، بما في ذلك القلب، بالإضافة إلى مختلف أعضاء الجسم.[بحاجة لمصدر]

## علم الوراثيات (الجينات)
تصف هذه الصور العامل الوراثي المسيطر
والدة غير متأثرة ووالد متأثر وسوف ينجبون ابنة متأثرة وابن غير متأثر وابنة غير متأثرة وابن متأثر، الضمور العضلي هو حالة وراثية موروثة في نمط جسمي سائد وبالتالي تنتقل إلى 50% من نسل الناقل، في المتوسط. يعد ضمور التوتر العضلي أحد اضطرابات تكرار ثلاثي النوكليوتيدات المعروفة. تحتوي مناطق معينة من الحمض النووي على تسلسلات متكررة من ثلاثة أو أربعة نيوكليوتيدات.
الضمور العضلي (DM) هو مرض وراثي. قد يظهر شكل حاد من DM، الضمور العضلي الخلقي، عند الأطفال حديثي الولادة من امهاتهم المصابات بمرض السكري. ويمكن أيضًا وراثة ضمور التوتر العضلي الخلقي عن طريق الجين الأبوي، على انه من أنه يُقال إنه غير شائع نسبيًا. الخلقية تعني أن الحالة موجودة منذ ولادتهم.[بحاجة لمصدر]

### جين التمثيل الغذائي للدواء والحركية الدوائية
في DM1، يسمى الجين المصاب DMPK، والذي يرمز إلى بروتين كيناز ضمور العضلات، وهو بروتين يتم التعبير عنه في الغالب في العضلات الهيكلية.

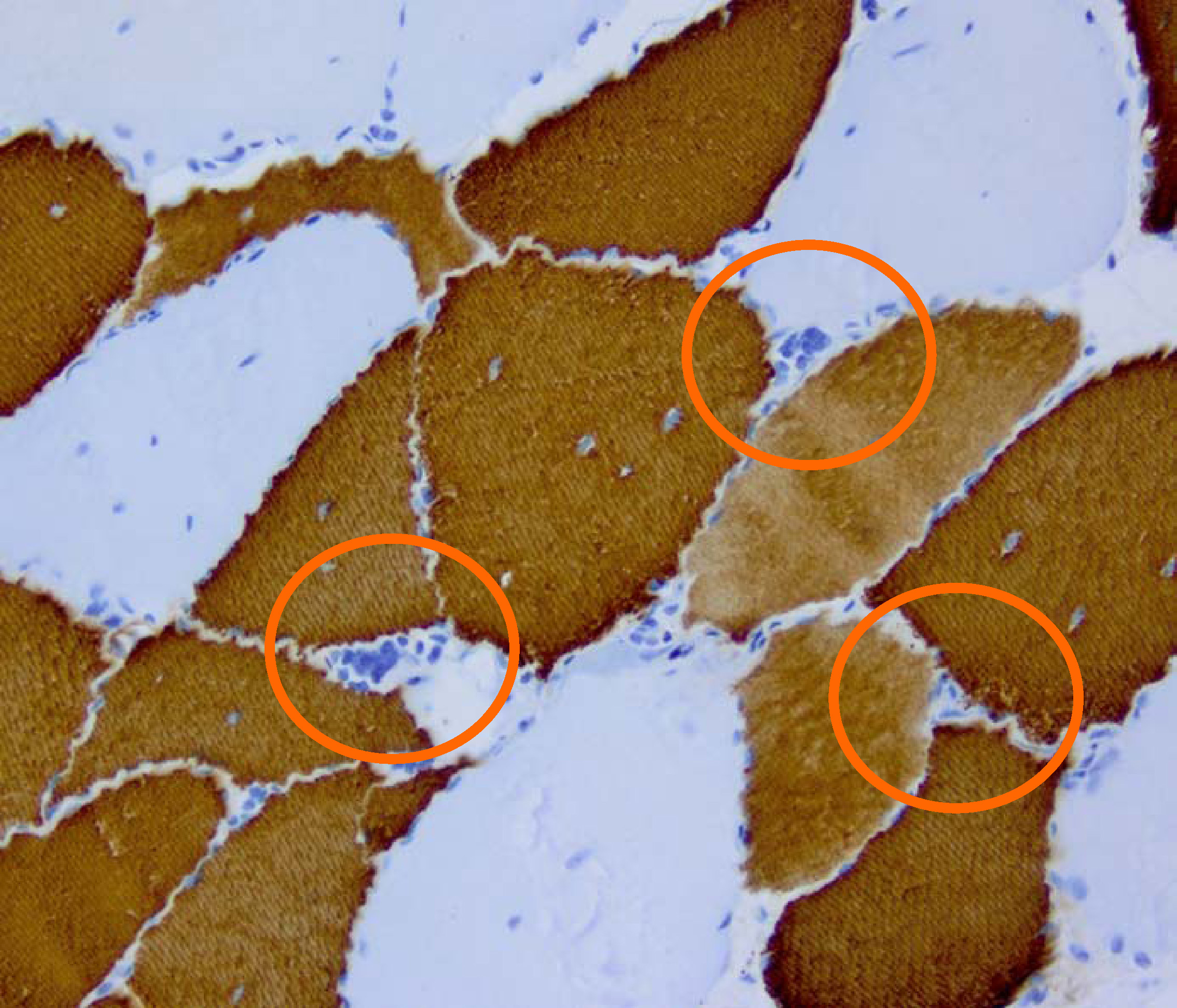
التشريح المرضي لـ DM2. تظهر خزعة العضلات تغيرات اعتلال عضلي خفيفة وتجمع من الألياف السريعة الضامرة (النوع 2، مظلل). تلطيخ كيميائي مناعي للميوسين من النوع 1 ("البطيء")

في النوع الأول DM1، هناك امتداد في تكرار ثلاثي سايتوسين- الثايمين-الجوانين (CTG) في جين DMPK.و يعتبر ما بين 5 و 37 إعادة طبيعيًة، في حين أن الأشخاص الذين لديهم ما بين 38 و 49 إعادة يعتبرون لديهم طفرة ما قبل ويكونون مهددين لخطر إنجاب الأطفال مع المزيد من التكرارات الممتدة وبالتالي المرض المرافق بأعراض. الأفراد الذين لديهم أكثر من 50 إعادة يعانون من الأعراض بصورة دائمًة تقريبًا، مع بعض الاستثناءات الملحوظة. في الغالب عادة ما ترتبط التكرارات الأطول مع ظهور مبكر ومرض أكثر شدة. 
أليلات التمثيل الغذائي للدواء والحركية الدوائية مع أكثر من 37 تكرارًا غير ثابتة ويمكن إدخال تكرارات ثلاثية النوكليوتيد إضافية في أثناء انقسام الخلية في الانقسام الاختزالي. وبالتالي، فإن أطفال الأفراد الذين يعانون من طفرات سابقة أو طفرات يرثون أليلات التمثيل الغذائي للدواء والحركية الدوائية التي تكون أطول وأوسع من والديهم، وبالتالي من المرجح أن تتأثر أو تظهر بداية مبكرة وشدة أكبر للحالة، وهي ظاهرة تعرف باسم الترقب. يُعتبر التوسيع المتكرر عمومًا نتيجة لدمج قواعد إضافية نتيجة لانزلاق الخيوط أثناء تكرار الحمض النووي ومن المحتمل أن تساهم اضطراب المحاذاة التي تحدث أثناء الإصلاح التأشبي المتماثل، أو إصلاح كسر الشريط المركب أو أثناء عمليات إصلاح الحمض النووي الأخرى في التمددات المتكررة ثلاثي النوكليوتيد في النوع الأول. انتقال الشكل الخلقي من الأب (13٪)، ربما بسبب ضغوط الاختيار ضد الحيوانات المنوية ذات التكرارات الموسعة، ولكن بداية الأحداث أو البالغين تنتقل بالتساوي من أي من الوالدين. يميل التوقع إلى أن يكون أقل حدة منه في حالات وراثة الأم.
يتمثل الحمض النووي الريبي من منطقة تكرار ثلاثي النوكليوتيد الموسع حلقات دبوس شعر داخل النواة بسبب الاتصال الهيدروجيني الممتد بين أزواج قاعدة CG، وقد ثبت أن هذه عزل منظم الربط MBNL1 لتشكيل بؤر مميزة.

### DM2
يصنعDM2 عن خلل في جين CNBP على الكروموسوم 3. العيب المحدد هو تكرار السيتوزين-السيتوزين-الثايمين-الجوانوزين (CCTG) رباعي النوكليوتيد في جين CNBP. نظرًا لأنه ينطوي على تكرار أربعة نيوكليوتيدات، فهو ليس اضطراب تكرار ثلاثي النوكليوتيدات، بل هو اضطراب تكرار رباعي النوكليوتيدات.
يعد امتداد التكرار لـ DM2 أكبر بكثير من تمديد DM1، حيث يتراوح من 75 إلى أكثر من 11000 تكرار. على عكس DM1، لا يبدو أن حجم توسع الحمض النووي المتكرر في DM2 يحدث اختلافا في عمر ظهور المرض أو شدته. يبدو أن التوقع أقل أهمية في DM2 ومعظم المراجعات الحالية تشير فقط إلى توقع معتدل كميزة DM2. 

## التشخيص
ويمكن أن يكون تشخيص DM1 و DM2 صعبًا بسبب العدد الكبير من الاضطرابات العصبية والعضلية، ومعظمها نادر جدًا. يوجد أكثر من 40 اضطرابًا عصبيًا عضليًا مع ما يقرب من 100 نوع مختلف.[بحاجة لمصدر]
ولهذا السبب، فإن الأفراد الذين يعانون من أعراض متنوعة والتي يمكن تفسيرها باضطراب معقد مثل DM1 أو DM2 سيُحيلهم بشكل عام طبيب الرعاية الأولية إلى طبيب أعصاب للتشخيص. ويعتمد على عرض الأعراض، يمكن تحويل الأشخاص إلى عدد من الأخصائيين الطبيين بما في ذلك أطباء القلب وأطباء العيون وأخصائيي الغدد الصماء وأخصائيي الروماتيزم. بالإضافة إلى ذلك، فإن العرض السريري محجوب بدرجة الشدة أو وجود أنماط ظاهرية غير عادية.
عموما عادة ما يختلف العرض السريري لكل من الأشخاص المصابين بـ DM1 و DM2 عن معنى الأمراض التي يحملها الكثير من أطباء الأعصاب. قد يتنبأ الأطباء الذين ليسوا على معرفة بضمور التوتر العضلي أن الأشخاص الذين يعانون من كلا الشكلين يعانون من الأعراض الكلاسيكية الأكثر حدة لـ DM1. ولهذا السبب، قد يظل الأشخاص غير مشخصين أو يتم تشخيصهم بشكل خاطئ. دليل سريري مفيد للتشخيص هو فشل التحرير التلقائي لليدين بعد المصافحة القوية بسبب التوتر العضلي (تأخر استرخاء العضلات بعد الانقباض) الذي يرافق ضمور العضلات.
على الرغم من عدم وجود علاج واضح حاليا لمرض السكري وأن الإدارة تعتمد على الأعراض حاليًا، إلا أن التشخيص أو الفحص الدقيق لا يزال ضروريًا لتوقع الكثير من المشكلات الأخرى التي قد تتطور بمرور الوقت (مثل اعتام عدسة العين). التشخيص الدقيق مهم للمساعدة في المراقبة الطبية المناسبة وإدارة الأعراض. بالإضافة إلى ذلك، يجب توفير الاستشارة الوراثية لجميع الناس بسبب ارتفاع مخاطر انتقال العدوى. من المهم ملاحظة مخاطر التخدير الخطيرة المحتملة، لذلك يجب لفت انتباه جميع مقدمي الخدمات الطبية إلى وجود هذا الاضطراب.

### تصنيف
| اكتب | الجين | كرر  | التوقع        | خطورة        |
| ---- | ----- | ---- | ------------- | ------------ |
| DM1  | DMPK  | CTG  | نعم           | متوسط شديد   |
| DM2  | ZNF9  | CCTG | أدنى / لا شيء | خفيفة معتدلة |

هناك نوعان رئيسيان من الضمور العضلي. النوع 1 (DM1)، المعروف أيضًا بمرض شتاينرت، له شكل خلقي حاد وشكل أكثر اعتدالًا في مرحلة الطفولة بالإضافة إلى شكل يبدأ عند المراهقين. وعادة ما يصيب هذا المرض عضلات الوجه، العضلة الرافعة للجفن العلوي، الصدغي، القصية الترقوية الخشائية، عضلات الساعد البعيدة، عضلات اليد الجوهرية، والعضلات الظهرية للكاحل. النوع 2 (DM2)، الذي يعرف أيضًا باسم الاعتلال العضلي القريب (PROMM)، غير شائع ويظهر بشكل عام بعلامات وأعراض أكثر اعتدالًا من DM1. 
تم وصف أشكال أخرى من الضمور العضلي غير المرتبط بالطفرات الجينية DM1 أو DM2. إحدى الحالات التي تم اقتراحها كمرشح لعلامة "DM3"، تم وصفها لاحقًا بأنها شكل غير عادي من اعتلال عضلي الجسم المتضمن المرتبط بمرض باجيت والخرف الجبهي الصدغي.

### اختبار ما قبل الولادة
الاختبارات الجينية، بما في ذلك اختبار ما قبل الولادة، متوفرة لكلا الشكلين المؤكدين. يعتبر الاختبار الجزيئي المعيار الذهبي للتشخيص.
يتوجب إجراء اختبار أثناء الحمل لتحديد ما إذا كان الطفل الذي لم يولد بعد مصابًا إذا كان الاختبار الجيني في الأسرة قد حدد طفرة DMPK. يمكن القيام بذلك في الأسبوع 10-12 من الحمل عن طريق إجراء يسمى أخذ عينات من الزغابات المشيمية (CVS) والذي يشمل إزالة قطعة صغيرة من المشيمة وتحليل الحمض النووي من خلاياه. يمكن أيضًا إجراء بزل السلى بعد 14 أسبوعًا من الحمل عن طريق إزالة كمية صغيرة من السائل الأمنيوسي المحيط بالطفل وتحليل الخلايا الموجودة في السائل. كل من هذه الإجراءات لديها خطر قليل للإجهاض المرتبط بها ويجب على أولئك المهتمين بمعرفة المزيد مراجعة الطبيب أو مستشار الجينات. هناك أيضًا إجراء آخر يسمى تشخيص ما قبل الانغراس والذي يسمح للزوجين بإنجاب طفل غير متأثر بالحالة الوراثية في عائلتهما. هذا الإجراء تجريبي وغير متوفر على نطاق واسع. يجب على المهتمين بمعرفة المزيد عن هذا الإجراء مراجعة الطبيب أو مستشار الوراثة.

### الاختبار التوقعي
من الممكن اختبار شخص معرض لخطر الإصابة بـ DM1 قبل أن تظهر عليه الأعراض لمعرفة ما إذا كان قد ورث تكرار ثلاثي النوكليوتيد الموسع. هذا يسمى الاختبار التنبئي. لا يمكن للاختبار التنبئي تحديد عمر بداية ظهور الأعراض على شخص ما، أو مسار المرض. إذا كان الطفل لا يعاني من أعراض، فإن الاختبار غير ممكن باستثناء القصر المتحررين كسياسة.

## إدارة
لا يوجد حاليًا علاج أو علاج محدد لحثل التوتر العضلي. لذلك، ينصب التركيز على إدارة مضاعفات المرض، لا سيما تلك المتعلقة بالجهاز القلبي الرئوي حيث أنها مسؤولة عن 70% من الوفيات الناجمة عن DM1. قد يلزم إدخال منظم ضربات القلب للأفراد الذين يعانون من تشوهات في التوصيل القلبي. إن تحسين نوعية الحياة التي يمكن قياسها باستخدام استبيانات محددة هو أيضًا هدف رئيسي للرعاية الطبية. قد يتسبب انقطاع النفس النومي المركزي أو انقطاع النفس الانسدادي النومي في زيادة النعاس أثناء النهار، ويجب أن يخضع هؤلاء الأفراد لدراسة النوم. قد يتم تقديم تهوية غير جراحية إذا كان هناك خلل. خلاف ذلك، هناك دليل على استخدام مودافينيل كمنشط للجهاز العصبي المركزي، على الرغم من أن مراجعة كوكرين وصفت الأدلة حتى الآن بأنها غير حاسمة.
اقترحت بعض الدراسات الصغيرة أن إيميبرامين وكلوميبرامين وتوراين قد يكون مفيدًا في علاج العضل العضلي. ومع ذلك، نظرًا لضعف الأدلة والآثار الجانبية المحتملة مثل عدم انتظام ضربات القلب، نادرًا ما تستخدم هذه العلاجات. أظهرت دراسة حديثة في ديسمبر 2015 أن مضادًا حيويًا شائعًا معتمدًا من قِبل إدارة الغذاء والدواء، وهو الإريثروميسين، قلل من العضل العضلي في الفئران. من المقرر إجراء دراسات بشرية حول الإريثروميسين. تم استخدام الاريثروميسين بنجاح في المرضى الذين يعانون من مشاكل في المعدة.
ثبت أن التضفير المتغير لقناة الكلوريد الخاصة بالعضلات 1 (ClC-1) يتسبب في النمط الظاهري للعضلات من DM1 ويمكن عكسه في نماذج الماوس باستخدام مضاد لتعديل الربط لـ ClC-1 mRNA.

### النشاط البدني
هناك فقر في الأدلة لتحديد وتخصيص فعالية وسلامة الأنشطة البدنية للأشخاص الذين يعانون من الضمور العضلي. هناك حاجة إلى بحث مكثف لتحديد ما إذا كان الجمع بين القوة والتمارين الهوائية بكثافة معتدلة آمنًا للأفراد الذين يعانون من أمراض عصبية عضلية، إلا أن الجمع بين التمارين الهوائية وتمارين القوة قد يزيد من قوة العضلات. قد تكون التمارين الهوائية عبر دراجة ثابتة مزودة بمقياس جهد آمنًا وفعالًا في تطوير اللياقة البدنية لدى الافراد المصابين بمرض DM1. وتستلزم إعاقات القلب والأوعية الدموية وحساسيات التوتر العضلي للتمرين ودرجة الحرارة مراقبة مكثفة ودقيقة للأفراد وتثقيف الأشخاص في المراقبة الذاتية أثناء التمرين عبر مقياس بورج وأجهزة مراقبة معدل ضربات القلب وقياسات الجهد البدني الأخرى.

### تقويم العظام
ضعف وضمور العضلات من ثنيات الظهر (عطف ظهري) لا يقدر على مسح الأرض خلال مرحلة التحول من المشي والناس قد تبني الوجيف مشية نمط أو الكاحل الحمى تقويم الأعضاء يجوز أن يبين. يجب إيجاد عوامل مثل وظيفة اليد وسلامة الجلد والراحة قبل وصفة طبية. يمكن أيضًا وصف دعامات أو حاميات الرقبة لضعف عضلات الرقبة.

### الوسائل والوسائط المساعدة على الحركة والمعدات التكيفية
قد يسبب ضعف وضمور الأطراف العلوية والسفلية وضعف البصر والتوتر العضلي إلى الحاجة إلى أدوات مساعدة للحركة ومعدات تكيفية وظيفية مثل خطافات الازرار والإسفنج الذي يتم التعامل معه للحصول على وظيفة اليد المثلى. إذا كانت الأجهزة المساعدة والتكيفات المنزلية مطلوبة، فقد يرشد المعالجون الفيزيائيون إلى المعالج المهني لمزيد من التقييم.

## فرع الطب الذي يتعامل مع انتشار الأمراض والعوامل الأخرى المتعلقة بالصحة والسيطرة عليها.
DM1 هو النوع الأكثر انتشارا لضمور العضلات الذي يتم تشخيصه في الأطفال، ويتراوح انتشاره من 1 لكل 100000 في اليابان إلى 3-15 لكل 100000 في أوروبا. وقد وصل معدل الانتشار إلى 1 من 500 في مناطق مثل كيبيك، يمكن بسبب تأثير المؤسس. و في أغلب المجموعات السكانية، ويبدو أن DM1 أكثر انتشارا من DM2.وتظهر البحوث الحديثة إلى أن النوع 2 قد يكون منتشرا مثل النوع 1 بين الافراد في ألمانيا وفنلندا.
يفترض أن نسبة نشوء الضمور العضلي الخلقي حوالي 1: 20000. تنشأ DM في حوالي 1 لكل 7000-8000 فرد وقد تم نعتها في أشخاص من جميع أنحاء العالم.[بحاجة لمصدر] ويأثر على الذكور والإناث بشكل متساوي. وهناك حوالي 30,000 شخص في الولايات المتحدة التي يتأثر به أيضا.

## التاريخ
فسر الطبيب الألماني هانز جوستاف فيلهلم شتاينرت الضمور العضلي لأول مرة عام 1909. تم إيضاح تقارير حالة معزولة عن عدم القدرة على إرخاء العضلات الإرادية بعد جهد شاق. سابقًا، بما في ذلك تقارير فريدريك يوستاس باتن وهانز كورشمان، وبعد ذلك يُعرف أحيانًا ضمور عضلي من النوع الأول باسم متلازمة كورشمان باتن شتاينرت. تم تعيين السبب الكامن وراء الضمور العضلي من النوع الأول في عام 1992.